# Diogo Alexis Rodrigues Coelho
Diogo Alexis Rodrigues Coelho, noto semplicemente come Diogo Coelho (Ponta do Sol, 14 settembre 1993), è un calciatore portoghese, difensore dell'Ankaragücü.

## Caratteristiche tecniche
È un difensore centrale.

## Carriera
Cresciuto nel settore giovanile del Nacional, ha esordito in prima squadra il 4 febbraio 2012 disputando l'incontro di Taça da Liga vinto 2-1 contro il Penafiel.

## Palmarès

### Club

#### Competizioni nazionali
- Segunda Liga: 2

Nacional: 2017-2018, 2019-2020